# Coppa Libertadores 1972
La Coppa Libertadores 1972 fu la 13ª edizione della massima competizione calcistica per club del Sudamerica.

## Primo turno

### Gruppo 1
| Argentina Colombia     | Argentina Colombia | Argentina Colombia | Argentina Colombia | Argentina Colombia | Argentina Colombia | Argentina Colombia | Argentina Colombia | Argentina Colombia |
| Squadra                | G                  | V                  | N                  | P                  | GF                 | GS                 | DR                 | Pti                |
| ---------------------- | ------------------ | ------------------ | ------------------ | ------------------ | ------------------ | ------------------ | ------------------ | ------------------ |
| Independiente          | 6                  | 4                  | 2                  | 0                  | 13                 | 5                  | 0                  | 10                 |
| Rosario Central        | 6                  | 3                  | 2                  | 1                  | 8                  | 5                  | 0                  | 8                  |
| Independiente Santa Fe | 6                  | 1                  | 2                  | 3                  | 4                  | 9                  | 0                  | 4                  |
| Atletico Nacional      | 6                  | 0                  | 2                  | 4                  | 3                  | 9                  | 0                  | 2                  |

| 16 febbraio 1972       |     |                        |      |            |
| Rosario Central        | 2–2 | Independiente          | ---- | Rosario    |
| Independiente Santa Fe | 1–1 | Atletico Nacional      | ---- | Bogota     |
| 22 febbraio 1972       |     |                        |      |            |
| Independiente Santa Fe | 0–0 | Rosario Central        | ---- | Bogota     |
| Atletico Nacional      | 1–1 | Independiente          | ---- | Medellin   |
| 24 febbraio 1972       |     |                        |      |            |
| Atletico Nacional      | 0–1 | Rosario Central        | ---- | Medellin   |
| Independiente Santa Fe | 2–4 | Independiente          | ---- | Bogota     |
| 9 marzo 1972           |     |                        |      |            |
| Independiente          | 2–0 | Rosario Central        | ---- | Avellaneda |
| Atletico Nacional      | 0–1 | Independiente Santa Fe | ---- | Medellin   |
| 21 marzo 1972          |     |                        |      |            |
| Rosario Central        | 3–1 | Atletico Nacional      | ---- | Rosario    |
| Independeinte          | 2–0 | Independiente Santa Fe | ---- | Avellaneda |
| 23 marzo 1972          |     |                        |      |            |
| Rosario Central        | 2–0 | Independiente Santa Fe | ---- | Rosario    |
| Independiente          | 2–0 | Atletico Nacional      | ---- | Avellaneda |

### Gruppo 2
| Ecuador Bolivia   | Ecuador Bolivia | Ecuador Bolivia | Ecuador Bolivia | Ecuador Bolivia | Ecuador Bolivia | Ecuador Bolivia | Ecuador Bolivia | Ecuador Bolivia |
| Squadra           | G               | V               | N               | P               | GF              | GS              | DR              | Pti             |
| ----------------- | --------------- | --------------- | --------------- | --------------- | --------------- | --------------- | --------------- | --------------- |
| Barcelona SC      | 6               | 3               | 3               | 0               | 8               | 3               | 5               | 9               |
| América de Quito  | 6               | 3               | 1               | 2               | 9               | 7               | 2               | 7               |
| Oriente Petrolero | 6               | 2               | 2               | 2               | 10              | 7               | 3               | 6               |
| Chaco Petrolero   | 6               | 1               | 0               | 5               | 3               | 13              | -10             | 2               |

| 27 febbraio 1972  |     |                   |      |            |
| Barcelona         | 2–1 | America           | ---- | Guayaquil  |
| Oriente Petrolero | 5–0 | Chaco Petrolero   | ---- | Santa Cruz |
| 5 marzo 1972      |     |                   |      |            |
| América           | 0–0 | Barcelona         | ---- | Quito      |
| Chaco Petrolero   | 1–0 | Oriente Petrolero | ---- | La Paz     |
| 12 marzo 1972     |     |                   |      |            |
| Oriente Petrolero | 4–2 | America           | ---- | Santa Cruz |
| Chaco Petrolero   | 1–2 | Barcelona         | ---- | La Paz     |
| 15 marzo 1972     |     |                   |      |            |
| Chaco Petrolero   | 1–2 | America           | ---- | La Paz     |
| Oriente Petrolero | 0–0 | Barcelona         | ---- | Santa Cruz |
| 22 marzo 1972     |     |                   |      |            |
| Barcelona         | 3–0 | Chaco Petrolero   | ---- | Guayaquil  |
| America           | 3–0 | Oriente Petrolero | ---- | Quito      |
| 26 marzo 1972     |     |                   |      |            |
| Barcelona         | 1–1 | Oriente Petrolero | ---- | Guayaquil  |
| America           | 1–0 | Chaco Petrolero   | ---- | Quito      |

### Gruppo 3
| Brasile Paraguay | Brasile Paraguay | Brasile Paraguay | Brasile Paraguay | Brasile Paraguay | Brasile Paraguay | Brasile Paraguay | Brasile Paraguay | Brasile Paraguay |
| Squadra          | G                | V                | N                | P                | GF               | GS               | DR               | Pti              |
| ---------------- | ---------------- | ---------------- | ---------------- | ---------------- | ---------------- | ---------------- | ---------------- | ---------------- |
| San Paolo        | 6                | 3                | 2                | 1                | 12               | 6                | 6                | 8                |
| Cerro Porteño    | 6                | 2                | 2                | 2                | 7                | 11               | -4               | 6                |
| Olimpia          | 6                | 1                | 3                | 2                | 7                | 8                | -1               | 5                |
| Atletico Mineiro | 6                | 0                | 5                | 1                | 5                | 6                | -1               | 5                |

| 30 gennaio 1972  |          |                  |      |                |
| Atletico Mineiro | 2–2      | San Paolo        | ---- | Belo Horizonte |
| 20 febbraio 1972 |          |                  |      |                |
| Olimpia          | 1–1      | Cerro Porteño    | ---- | Asuncion       |
| 1º marzo 1972    |          |                  |      |                |
| San Paolo        | 3–1      | Olimpia          | ---- | San Paolo      |
| Atletico Mineiro | 1–1      | Cerro Porteño    | ---- | Belo Horizonte |
| 5 marzo 1972     |          |                  |      |                |
| San Paolo        | 4–0      | Cerro Porteño    | ---- | San Paolo      |
| Atletico Mineiro | 0–0      | Olimpia          | ---- | Belo Horizonte |
| 9 marzo 1972     |          |                  |      |                |
| San Paolo        | 0–0      | Atletico Miniero | ---- | San Paolo      |
| Cerro Porteño    | 1–3      | Olimpia          | ---- | Asuncion       |
| 16 marzo 1972    |          |                  |      |                |
| Olimpia          | Sospesa1 | Atletico Miniero | ---- | Asuncion       |
| 19 marzo 1972    |          |                  |      |                |
| Cerro Porteño    | 1–0      | Atletico Mineiro | ---- | Asuncion       |
| 23 marzo 1972    |          |                  |      |                |
| Cerro Porteño    | 3–2      | San Paolo        | ---- | Asuncion       |
| 26 marzo 1972    |          |                  |      |                |
| Olimpia          | 0–1      | San Paolo        | ---- | Asuncion       |

1:Partita sospesa sul 2–2.

### Gruppo 4
| Perù Cile            | Perù Cile | Perù Cile | Perù Cile | Perù Cile | Perù Cile | Perù Cile | Perù Cile | Perù Cile |
| Squadra              | G         | V         | N         | P         | GF        | GS        | DR        | Pti       |
| -------------------- | --------- | --------- | --------- | --------- | --------- | --------- | --------- | --------- |
| Universitario        | 6         | 3         | 2         | 1         | 9         | 6         | 3         | 8         |
| Universidad de Chile | 6         | 3         | 0         | 3         | 12        | 12        | 0         | 6         |
| Alianza Lima         | 6         | 2         | 2         | 2         | 10        | 10        | 0         | 6         |
| Unión San Felipe     | 6         | 1         | 2         | 3         | 5         | 8         | -3        | 4         |

| 25 febbraio 1972     |     |                      |      |          |
| Universitario        | 2–1 | Alianza Lima         | ---- | Lima     |
| Unión San Felipe     | 3–2 | Universidad de Chile | ---- | Santiago |
| 1º marzo 1972        |     |                      |      |          |
| Universidad de Chile | 2–3 | Alianza Lima         | ---- | Santiago |
| 4 marzo 1972         |     |                      |      |          |
| Unión San Felipe     | 0–0 | Alianza Lima         | ---- | Santiago |
| 7 marzo 1972         |     |                      |      |          |
| Universidad de Chile | 1–0 | Universitario        | ---- | Santiago |
| 11 marzo 1972        |     |                      |      |          |
| Unión San Felipe     | 0–0 | Universitario        | ---- | Santiago |
| 14 marzo 1972        |     |                      |      |          |
| Alianza Lima         | 2–2 | Universitario        | ---- | Lima     |
| 15 marzo 1972        |     |                      |      |          |
| Universidad de Chile | 2–1 | Unión San Felipe     | ---- | Santiago |
| 18 marzo 1972        |     |                      |      |          |
| Alianza Lima         | 1–0 | Unión San Felipe     | ---- | Lima     |
| 21 marzo 1972        |     |                      |      |          |
| Universitario        | 3–1 | Unión San Felipe     | ---- | Lima     |
| 24 marzo 1972        |     |                      |      |          |
| Alianza Lima         | 3–4 | Universidad de Chile | ---- | Lima     |
| 26 marzo 1972        |     |                      |      |          |
| Universitario        | 2–1 | Universidad de Chile | ---- | Lima     |

### Gruppo 5
| Uruguay Venezuela | Uruguay Venezuela | Uruguay Venezuela | Uruguay Venezuela | Uruguay Venezuela | Uruguay Venezuela | Uruguay Venezuela | Uruguay Venezuela | Uruguay Venezuela |
| Squadra           | G                 | V                 | N                 | P                 | GF                | GS                | DR                | Pti               |
| ----------------- | ----------------- | ----------------- | ----------------- | ----------------- | ----------------- | ----------------- | ----------------- | ----------------- |
| Peñarol           | 4                 | 4                 | 0                 | 0                 | 5                 | 3                 | 9                 | 12                |
| San Felipe        | 4                 | 3                 | 1                 | 0                 | 14                | 4                 | 10                | 9                 |
| Valencia          | 4                 | 0                 | 1                 | 3                 | 3                 | 9                 | -6                | 1                 |

| 13 febbraio 1972 |     |            |      |            |
| Valencia         | 1–2 | San Felipe | ---- | Valencia   |
| 19 febbraio 1972 |     |            |      |            |
| San Felipe       | 2–1 | Peñarol    | ---- | Caracas    |
| 27 febbraio 1972 |     |            |      |            |
| Valencia         | 1–2 | Peñarol    | ---- | Valencia   |
| 4 marzo 1972     |     |            |      |            |
| San Felipe       | 2–0 | Valencia   | ---- | Caracas    |
| 12 marzo 1972    |     |            |      |            |
| Peñarol          | 0–1 | San Felipe | ---- | Montevideo |
| 16 marzo 1972    |     |            |      |            |
| Peñarol          | 4–1 | Valencia   | ---- | Montevideo |

## Semifinali

### Gruppo 1
| Squadra       | G | V | N | P | GF | GS | DR | Pti |
| ------------- | - | - | - | - | -- | -- | -- | --- |
| Universitario | 4 | 1 | 2 | 1 | 9  | 7  | 2  | 4   |
| Nacional      | 4 | 1 | 2 | 1 | 7  | 7  | 0  | 4   |
| Peñarol       | 4 | 1 | 2 | 1 | 5  | 7  | -2 | 4   |

| 11 aprile 1972 |     |               |      |            |
| Universitario  | 2–3 | Peñarol       | ---- | Lima       |
| 14 aprile 1972 |     |               |      |            |
| Universitario  | 3–0 | Nacional      | ---- | Lima       |
| 21 aprile 1972 |     |               |      |            |
| Nacional       | 1–1 | Peñarol       | ---- | Montevideo |
| 25 aprile 1972 |     |               |      |            |
| Nacional       | 3–3 | Universitario | ---- | Montevideo |
| 29 aprile 1972 |     |               |      |            |
| Peñarol        | 1–1 | Universitario | ---- | Montevideo |
| 3 maggio 1972  |     |               |      |            |
| Peñarol        | 0–3 | Nacional      | ---- | Montevideo |

### Gruppo 2
| Squadra       | G | V | N | P | GF | GS | DR | Pti |
| ------------- | - | - | - | - | -- | -- | -- | --- |
| Independiente | 4 | 2 | 1 | 1 | 4  | 2  | 2  | 5   |
| San Paolo     | 4 | 1 | 2 | 1 | 2  | 3  | -1 | 4   |
| Barcelona     | 4 | 0 | 3 | 1 | 2  | 3  | -1 | 3   |

| 6 aprile 1972  |     |               |      |            |
| Barcelona      | 1–1 | Independiente | ---- | Guayaquil  |
| 12 aprile 1972 |     |               |      |            |
| Barcelona      | 0–0 | San Paolo     | ---- | Guayaquil  |
| 18 aprile 1972 |     |               |      |            |
| Independiente  | 1–0 | Barcelona     | ---- | Avellaneda |
| 21 aprile 1972 |     |               |      |            |
| San Paolo      | 1–1 | Barcelona     | ---- | Montevideo |
| 27 aprile 1972 |     |               |      |            |
| San Paolo      | 1–0 | Independiente | ---- | San Paolo  |
| 4 maggio 1972  |     |               |      |            |
| Independiente  | 2–0 | San Paolo     | ---- | Avellaneda |

## Finale
| Andata         | Andata        | Andata | Andata        |
| -------------- | ------------- | ------ | ------------- |
| 17 maggio 1972 | Universitario | 0–0    | Independiente |
| Ritorno        |               |        |               |
| 24 maggio 1972 | Independiente | 2–1    | Universitario |